# تاریخ مجهول آمریکا
تاریخ مجهول آمریکا (به انگلیسی: American History X) فیلمی به کارگردانی تونی کی و با بازی ادوارد نورتون، ادوارد فرلانگ و بورلی دی آنجلو محصول سال ۱۹۹۸ است که به مسائلی همچون نژادپرستی و نئونازیسم در آمریکا می‌پردازد. روایت فیلم به شکل غیرخطی است. انجمن سینمایی آمریکا (MPAA) به تاریخ مجهول آمریکا برای «صحنه‌های آشکار خشونت بی‌رحمانه مثل تجاوز، عبارات رکیک فراگیر، صحنه‌های شدید جنسی و برهنگی» درجهٔ آر (R) داد. نورتون در این فیلم نامزد جایزه اسکار بهترین بازیگر نقش اول مرد شد اما آن را به روبرتو بنینی برای فیلم زندگی زیباست واگذار کرد. بازی در نقش دریک وینیارد به واکین فینیکس هم پیشنهاد داده شد اما آنچه که فیلم دربرداشت، اصلاً به نظرش خوشایند نیامد و سریعاً آن را رد کرد. این فیلم برای ۱۰۰ سال... ۱۰۰ تحسین به انتخاب بفا نامزد شد و در سال ۲۰۰۸ مجلهٔ امپایر تاریخ مجهول آمریکا را سیصد و سیزدهمین فیلم بزرگ تاریخ سینما قرار داد. همین‌طور در بانک اطلاعات اینترنتی فیلم‌ها (IMDB) از ۲۵۰ فیلم برتر جهان به انتخاب کاربران و همچنین داوران در رتبه چهل و یکم قرار دارد.

## داستان فیلم
روزی که قرار است برادر بزرگتر دنی وینیارد (دریک) از زندان آزاد شود، او مقاله‌ای در مورد کتاب نبرد من (به آلمانی: Mein Kampf) نوشته آدولف هیتلر به معلمش تحویل می‌دهد. به دنبال این کار به دفتر مدیر مدرسه فرستاده می‌شود. مدیر مدرسه از او می‌خواهد برای فردا مقاله‌ای در بررسی اتفاقاتی که منجر به زندانی شدن دریک شده‌اند، بنویسد. او این مقاله را «تاریخ مجهول آمریکا» می‌نامد. هنگامی که دنی مشغول نوشتن مقاله است، ما نیز همراه او حوادث چند سال گذشته را مرور می‌کنیم. پدر خانواده وینیارد که یک مأمور آتش‌نشانی بوده، در حین انجام وظیفه در محله‌ای سیاه‌پوست‌نشین توسط یک موادفروش به قتل رسیده‌است. دریک، پسر بزرگ خانواده، به خاطر کشته شدن پدرش توسط سیاهان از سیاه‌پوستان متنفر می‌شود. او تبدیل به یک نژادپرست کامل شده و با فردی به نام کامرون الکساندر (استیسی کیچ) گروهی نژادپرست به نام دی.اُ.سی. تشکیل می‌دهند. او معتقد است که تمام بدبختی‌های آمریکا از سیاهان و سایر غیرسفیدپوست‌هاست. برادر کوچکتر او (دنی) تحت تأثیر عقاید و افکار او قرار می‌گیرد و تبدیل به یک نژادپرست دیگر می‌شود. دریک بعد از کشتن دو جوان سیاه‌پوست به زندان می‌افتد. در زندان می‌فهمد که راه اشتباهی را انتخاب کرده‌است. او بعد از آزادی از زندان دیگر نمی‌خواهد یک نژادپرست باشد و به همه می‌گوید که نمی‌خواهد مانند قبل زندگی کند. دریک برادر کوچکتر را هم قانع می‌کند که از نژادپرستی دست بکشد. درست در همین نقطه و در زمان آرامش فیلم برادر کوچکتر به دست یک نوجوان سیاه‌پوست در دستشویی مدرسه کشته می‌شود.

## بازیگران
- ادوارد نورتون - دریک وینیارد
- ادوارد فرلانگ - دنیل وینیارد
- بورلی دی آنجلو - دوریس وینیارد
- جنیفر لین - دوینا وینیارد
- ایوری بروکس - دکتر باب سویینی
- استیسی کیچ - کامرون الکساندر
- الیوت گولد - مِری
- فیروزه بالک - استیسی
- ویلیام راس - دنیس وینیارد
- گای توری - لامانت
- کرام مالیکی-سانچز - کریس
- جوزپه اندروز - جیسون
- کریستوفر مسترسن - دیرل داسن